# Bonsai

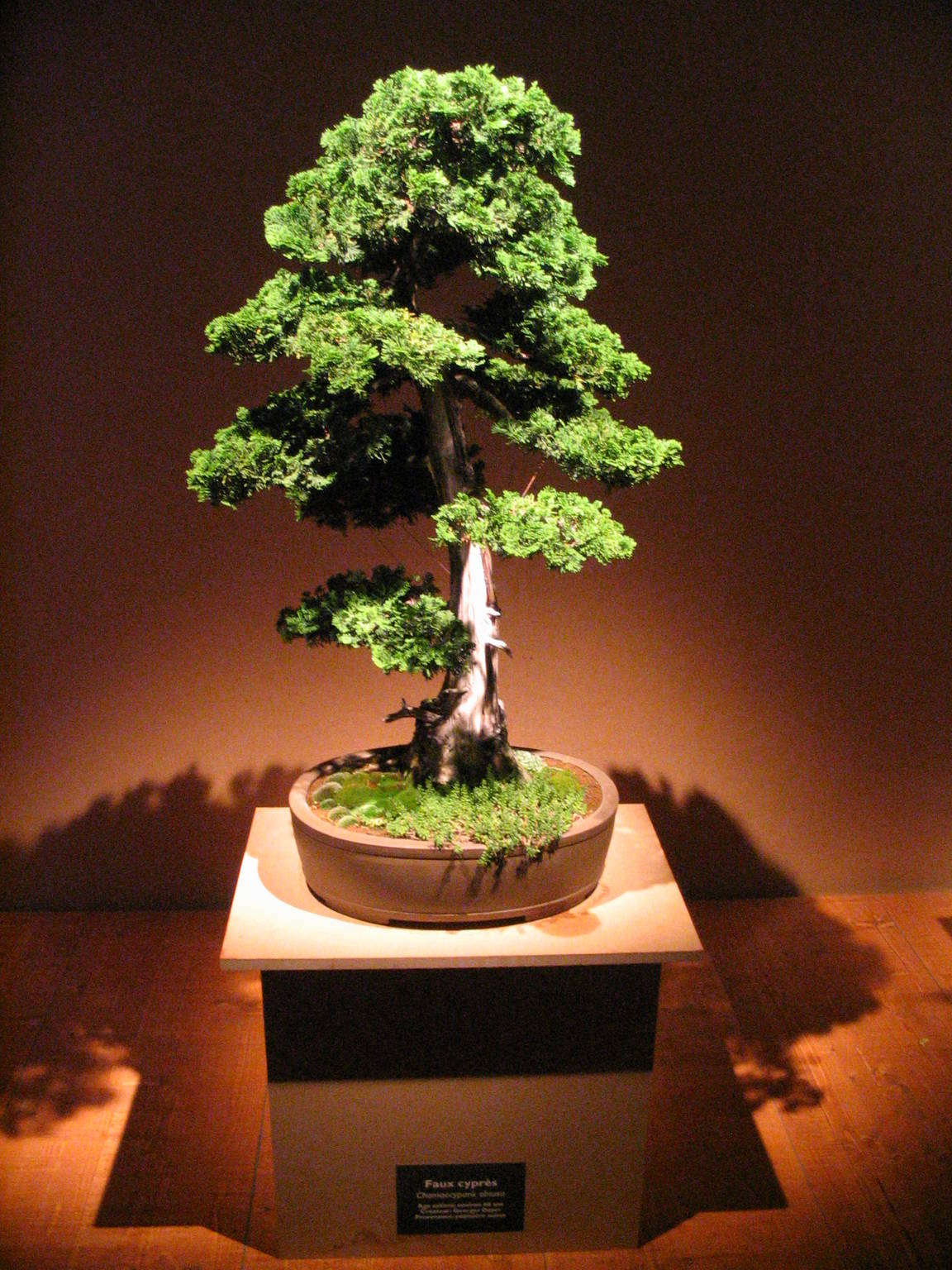
Bonsai na "Foire du Valais" (Martigny, Switzerland, oct 2005)

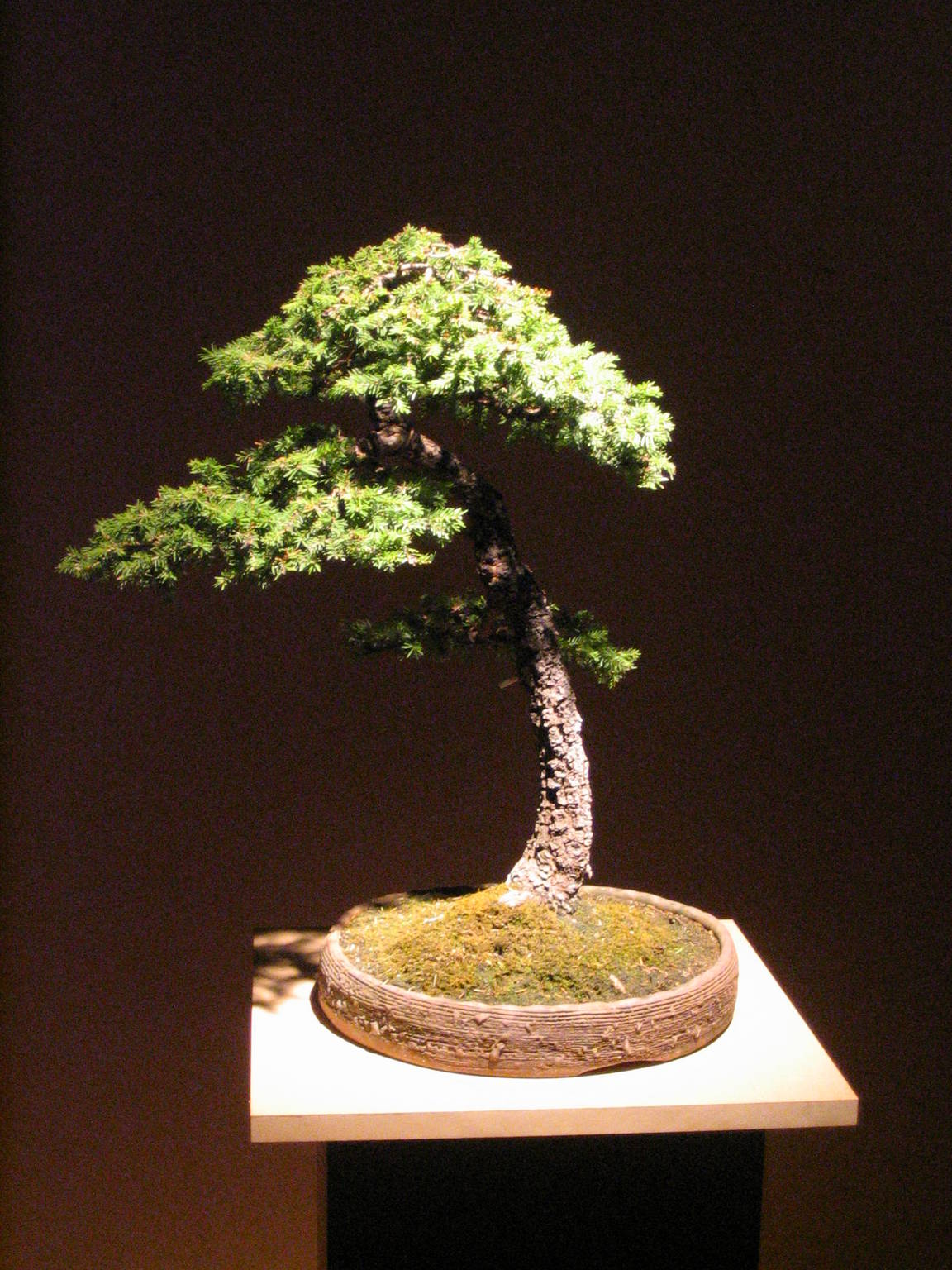
Bonsai na "Foire du Valais" (Martigny, Switzerland, oct 2005)

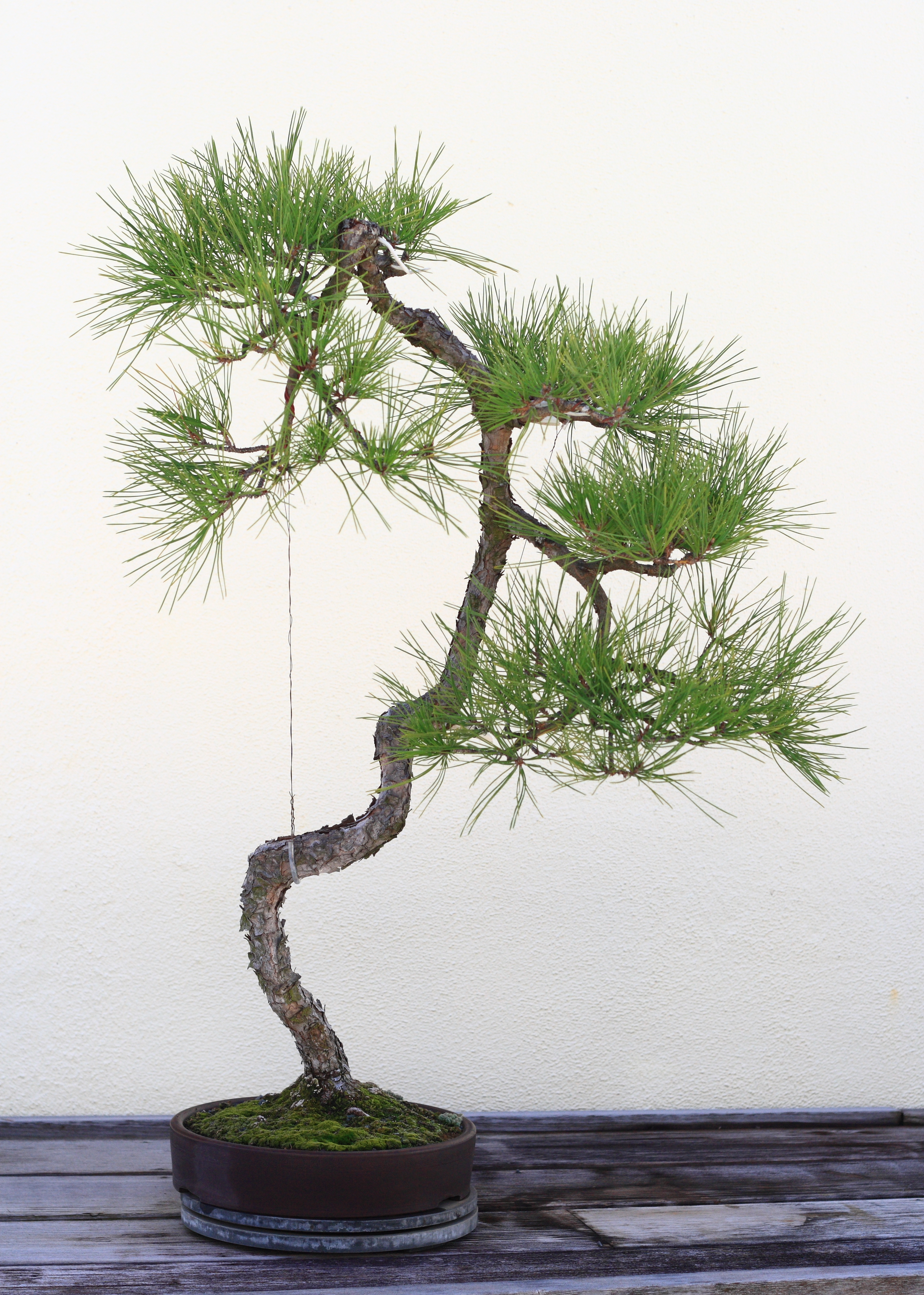
Um bonsai de pinheiro negro japonês (Pinus thunbergii), Chinese Collection 135, em exibição no National Bonsai & Penjing Museum, United States National Arboretum.

Bonsai (japonês: 盆栽, "bon-sai") significa "cultivado, plantado em bandeja ou vaso". Ao contrário do que muitos pensam o ideograma não contém a palavra árvore 木 (Ki).
O Bonsai não se trata de uma espécie vegetal específica, mas sim de uma técnica utilizada em árvores com o objetivo de “miniaturizá-la” inspirando-se em formas existentes na natureza. Não há árvore de Bonsai, mas árvores que se transformam pelo processo de Bonsai. Na prática, é a arte de selecionar e transformar árvores que tenham potencial para se assemelhar a uma réplica na natureza.
Um bonsai precisa ter outros atributos além de simplesmente estar plantado num vaso raso e pequeno. A planta deve ser uma réplica de uma árvore da natureza em miniatura. Deve simular os padrões de crescimento e os efeitos da gravidade sobre os galhos, além das marcas do tempo e estrutura geral dos galhos. Essencialmente é uma obra de arte reproduzida por meio de cuidados especializados.
Através da observação percebe-se que as árvores têm tendências de comportamento e estilos próprios. Também encontramos uma classificação de estilos de bonsai e formas mais tradicionais baseada no estilo natural das árvores. Suas principais categorias se baseiam principalmente nas formas e no número total de árvores na composição.

## Origem Histórica do Bonsai
Embora a palavra "Bon-sai" seja japonesa, a arte que ela descreve tem origem no império chinês. Por volta do ano 700 a.C. os chineses começaram a arte do "Pun-sai", usando técnicas especiais para cultivar árvores anãs em bandejas. 
Originalmente, apenas a elite da sociedade praticava a técnica do "pun-sai" com espécimes coletadas nativas, e, assim, as árvores foram espalhadas por toda a China como presentes de luxo. Durante o Período Kamakura, período em que o Japão adotou a maior parte das marcas registradas culturais da China, a arte de cultivar árvores em bandejas foi introduzida no Japão.
Os japoneses desenvolveram o Bonsai ao longo de certas regras devido à influência do zen-budismo e do fato de que o Japão tem apenas 4% do tamanho da China continental. A variedade de formas de paisagem era, portanto, muito mais limitada. 
Muitas técnicas, estilos e ferramentas largamente conhecidos hoje foram desenvolvidos no Japão a partir de originais chineses. Embora conhecido de forma limitada fora da Ásia por três séculos, só recentemente o Bonsai tem sido verdadeiramente difundido fora de seus países de origem. 

## Etimologia
Do japonês 盆栽, "bon-sai"

## A Arte do Bonsai Como Passatempo
No ocidente, o cultivo de Bonsai como passatempo desenvolveu-se bastante nos últimos 200 anos, e hoje estas pequenas árvores estão espalhadas por todo o mundo.

## Espécies de Bonsai

### 1.Acer
Acer é um género botânico pertencente à família Aceraceae, podendo ser denominada com o nome comum de bordo. Pode ser uma árvore ou arbusto. Existem aproximadamente 128 espécies, a maioria das quais são nativas da Ásia, mas várias espécies também ocorrem na Europa. Existe muitas características especiais ao  criar o Bonsai de Acer, o Bordo Japonês. Cultivar um Acer bonsai é muito mais do que apenas regar e podar: é compreender as necessidades da planta e saber adaptar os cuidados ao clima, solo e ambiente em que se vive.

### 2.Acerola
A acerola, azerola, cerejeira-do-pará, cerejeira-de-barbados ou cerejeira-das-antilhas (Malpighia emarginata) é um arbusto da família das malpighiáceas. Tem origem nas Antilhas, América Central e norte da América do Sul.

### 3.Amora
Amora é o nome popular dado a diversas frutas de formato semelhante mas pertencentes a géneros e mesmo famílias botânicas diferentes.

### 4.Araçá
Araçá, araçareiro, araçazeiro e araçoeiro  são as designações vulgares de várias plantas frutíferas.

### 5.Aroeira
Aroeira ou arrueira é o nome popular de várias espécies de árvores da família Anacardiaceae.

### 6.Azálea
A azálea é um arbusto de flores classificadas no gênero dos rododendros, existem azáleas de folhas caducas e azáleas perenes. É um dos símbolos da cidade de São Paulo, assim declarado pelo prefeito Jânio Quadros.

### 7.Bougainvillea
Bougainvillea é um gênero botânico da família Nyctaginaceae, de espécies geralmente designadas como buganvílias. Nativas da América do Sul, essas angiospermas recebem vários nomes populares, como primavera, três-marias, sempre-lustrosa, santa-rita, ceboleiro, roseiro, roseta, riso, pataguinha, pau-de-roseira e flor-de-papel. Também são encontradas em diversas cores como: Branca, Roxa, Rosa Claro, Pink, Vermelha, Amarela, Laranja, e diversas outras ,simples ou com duas cores.
O maior exemplar conhecido de Bougainvillea do mundo está localizado à beira do lago Guanabara no Município de Lambari no Sul de Minas Gerais ; de tão grande virou árvore frondosa de 18 metros de altura. Arbusto ótimo para bonsai.

### 8.Buxinho
O buxo ou buxinho (Buxus sempervirens) é uma planta da família Buxaceae, lenhosa, em geral arbustiva, com folhas inteiras e perenes, freqüentemente opostas, sem estípulas. As flores são de sexos separados e raramente estão em plantas diferentes, sendo monoclamídeas, com 4 tépalas, 4 estames epissépalos. O fruto é capsular, apresentando sementes com carúncula.

### 9.Calistemo
Calistemo, Escova-de-garrafa, lava-garrafas ou bottlebrush (Callistemon viminalis G. Don ex Loud.; Myrtaceae) é uma árvore de porte médio originária de ilhas da Oceania como a Austrália. Seu ciclo de vida é perene e a planta pode chegar a 7 metros.

### 10.Carmona (gênero)
Carmona é um gênero de plantas pertencente à família Boraginaceae.

### 11.Bertholletia excelsa
A Bertholletia excelsa, popularmente conhecida como castanha-do-brasil, castanha-do-pará, castanha-do-acre, tocari e tururi é uma árvore de grande porte, muito abundante no norte do Brasil e na Bolívia, cujo fruto (ouriço) contém a castanha, que é sua semente É uma árvore da família botânica Lecythidaceae, nativa da Floresta Amazônica.

### 12.Cerejeira
Cerejeira é o nome dado a várias espécies de árvores frutíferas originárias da Ásia, algumas frutíferas, outras produtoras de madeira nobre. Estas árvores classificam-se no sub-gênero Cerasus incluído no gênero Prunus (Rosaceae). Os frutos da cerejeira são conhecidos como cerejas, algumas delas comestíveis. 

### 13.Dama-da-noite
Ipomoea alba, ou dama-da-noite, é uma espécie do género Ipomoea de floração nocturna, nativa das regiões tropicais e subtropicais da América, desde o norte da Argentina até ao México e Florida. Trata-se de uma liana herbácea perene que cresce a alturas entre os 5 e os 30 metros, com caules entrelaçados. 

### 14.Eugênia
Eugenia L. é um género de plantas mirtáceas que recebem, em algumas espécies, o nome popular de araçá. O grupo distribui-se pelas zonas tropicais de todo o mundo, sendo mais diversificado nas Américas. Alguns autores classificam as espécies do género Syzygium (exemplo, o cravinho) como Eugenia.

### 15.Falsa-érica
A falsa-érica (Cuphea gracilis Koehne) é uma planta herbácea perene, nativa do Brasil, usada em jardinagem e paisagismo. Outros nomes populares: érica, cuféia, cúfea.

### 16.Fícus
As figueiras, também conhecidas como fícus, são plantas, geralmente árvores, do gênero Ficus, da família Moraceae. Há cerca de 755 espécies de figueiras no mundo, especialmente em regiões de clima tropical e subtropical e onde haja presença de água. O gênero Ficus é um dos maiores do Reino Vegetal.

### 17.Gabiroba
Gabiroba, guabiroba, guabirova, guavirova, gavirovaou araçá-congonha são os nomes populares dado ao fruto produzido por uma árvore da família Myrtaceae.

### 18.Ilex
Ilex L. é um género botânico pertencente à família Aquifoliaceae, ao qual pertence plantas como o azevinho.

### 19.Ipê
O ipê é uma árvore do gênero Tabebuia (antes Tecoma), pertencente à família das bignoniáceas, podendo ser encontrada em seu estado nativo por todo o Brasil. Há muitos séculos, o ipê - também chamado de pau-d’arco, no Norte - vem sendo apreciado tanto pela excelente qualidade de sua madeira, quanto por seus efeitos ornamentais, decorativos, e até medicinais.

### 20.Jabuticaba
A jabuticaba, também chamada guapuru ou fruita em São Paulo, é o fruto da jabuticabeira, uma árvore frutífera brasileira da família das mirtáceas, nativa da Mata Atlântica. Com a recente mudança na nomenclatura botânica, há divergências sobre a classificação da espécie: Myrciaria cauliflora (Mart.) O. Berg. 1854, Plinia trunciflora (O. Berg) Kausel 1956 ou Plinia cauliflora (Mart.) Kausel 1956. Segundo Lorenzi et al, Plinia trunciflora seria outra espécie, a jabuticaba-café.

### 21.Lantana
Lantana L. é um género com cerca de 530 espécies de plantas perenes, originário da Índia e nativo das regiões tropicais das Américas e África. Inclui plantas herbáceas e arbustos, atingindo até 2 m de altura.

### 22.Ligustro
O ligustro (Ligustrum lucidum) é uma árvore originária da China, muito usada em arborização urbana em São Paulo e outras cidades no sudeste do Brasil.

### 23.Macieira
A maçã é o pseudofruto pomáceo da macieira, árvore da família Rosaceae. É um dos pseudofrutos de árvore mais cultivados, e o mais conhecido dos muitos membros do género Malus que são usados pelos seres humanos. 

### 24.Malpighia
Malpighia é um gênero botânico pertencente à família Malpighiaceae. O gênero compreende cerca de 45 espécies de arbustos ou pequenas árvores, nativas da zona do Caribe, América Central e da porção norte da América do Sul. Os frutos do gênero Malpighia podem ser encarnados, laranjas ou púrpura, com 2 a 3 sementes, e são muito ricos em vitamina C.

### 25.Nandina
A Nandina, também conhecida como avenca-japonesa, bambú-do-céu ou bambú-celeste, porém não tem nada a ver com o bambú. É um arbusto perene com folhagem muito ornamental, proveniente da China e do Japão. No inverno suas folhas adquirem um tom avermelhado. Na primavera-verão fica repleta de pequenas flores brancas que resultam em frutos vermelhos.  Alcança 2.0 m de altura.  Deve ser cultivada a pleno sol ou meia-sombra, podendo ser plantada em vasos, jardineiras ou romando maciços no jardim. Tolera baixas temperaturas.

### 26.Paineira
Há várias espécies conhecidas como paineira no Brasil, quase todas pertencendo ao gênero Ceiba (antes, Chorisia) da família Malvaceae (antes, Bombacaceae). De todas, a mais conhecida é a paineira da espécie Ceiba speciosa (St.-Hill.) Ravenna, nativa das florestas brasileiras e da Bolívia, inicialmente descrita como Chorisia speciosa St. Hilaire 1828. Outros nomes vulgares: sumaúma, barriguda, paina-de-seda, paineira-branca, paineira-rosa, árvore-de-paina, árvore-de-lã, paineira-fêmea.

### 27.Pau-mulato
O pau-mulato (Calycophyllum spruceanum (Benth.) K. Schum.), também chamado mulateiro, é uma planta da família Rubiaceae, própria das várzeas do Rio Amazonas, na América do Sul. É uma árvore de crescimento lento, que pode atingir 15-40 metros de altura e 4-5 metros de diâmetro, com copa colunar. As folhas são grandes e semicaducas.

### 28.Pistache
O pistache ou pistáchio (Pistacia vera) pertence à família da Anacardiaceae e género Pistacia. Essas denominações tanto se aplicam à árvore quanto ao fruto seco verde. Outras designações são específicas da árvore — pistácia, alfostigueiro, alfóstico, alfóstigo — ou do fruto — pistácio, pistacho, alfóstica. É uma árvore de folha caduca e pequena (5 a 7 metros de altura, e que tende a inclinar-se) com folhas pinadas dioicas, nativa do sudoeste asiático (Ásia Menor, Irão, Síria, Israel e Palestina), de onde se estendeu o cultivo à região mediterrânica e à Califórnia.

### 29.Pitangueira
A pitanga é o fruto da pitangueira (Eugenia uniflora L.), dicotiledônea da família das mirtáceas. Tem a forma de bolinhas globosas e carnosas, de cor vermelha (a mais comum), laranja, amarela ou preta. Na mesma árvore, o fruto poderá ter desde as cores verde, amarelo e alaranjado até a cor vermelho-intenso, de acordo com o grau de maturação. Existe outra espécie homônima, Eugenia uniflora O. Berg,, descrita em 1857, e renomeada Eugenia lineatifolia (O. Berg) Mattos em 1993.

### 30.Resedá
Lagerstroemia indica (L.) Pers., popularmente conhecido como extremosa, escumilha, resedá ou árvore-de-júpiter, é uma planta da família Lythraceae, nativa da República Popular da China e Índia. A espécie foi introduzida nos Estados Unidos em 1790 pelo botânico Andre Michaux e é cultivada hoje em dia como árvore ornamental.

### 31.Romã
A romã é uma infrutescência da romãzeira (Punica granatum), fruto vulgar no  mediterrâneo oriental e médio oriente onde é tomado como aperitivo, sobremesa ou algumas vezes em bebida alcoólica. O seu interior é subdividido por finas películas, que formam pequenas sementes possuidoras de uma polpa comestível.

### 32.Serissa
Serissa é um género botânico pertencente à família Rubiaceae.

### 33.Schefflera
Schefflera é um género botânico pertencente à família Araliaceae.

### 34.Taxodium
Taxodium é um género de conífera pertencente à família Cupressaceae.

### 35.Ulmus
Os ulmeiros, olmeiros, olmos, lamigueiros ou lamegueiros são árvores de várias espécies do gênero Ulmus L., família Ulmaceae. São grandes árvores nativas na Europa (sobretudo Ulmus minor, nativo da Península Ibérica), alcançando os 30 metros de altura. Possuem folhas alternas, denteadas, plissadas, com a base inequilátera. As flores são diminutas, arranjadas em glomérulos axiais, que dão origem a frutos secos e alados. Sua madeira é empregada para vários fins, principalmente para a fabricação de móveis, pequenas obras de marcenaria e pela indústria naval.

### Outras Referências
- Jardim Bonsai - Espécies mais utilizadas no cultivo de Bonsai
- O Bonsaísta - Estilos de Bonsai
- Bonsai Kai - Guia de Cuidados para cada espécie
- O Bonsaísta - Guia de Espécies de Bonsai
- O Bonsaísta - Glossário de termos sobre Bonsai